# Gas Company Tower
Gas Company Tower
O Gas Company Tower é um arranha-céu, actualmente é o 156º arranha-céu mais alto do mundo, com 228 metros (749 ft). Edificado na cidade de Los Angeles na Califórnia, Estados Unidos, foi concluído em 1991 com 52 andares.